# Les Fils des Mousquetaires
Pour plus de détails, voir Fiche technique et Distribution.
Les Fils des Mousquetaires (At Sword's Point) est un film américain réalisé par Lewis Allen et sorti en 1952.

## Fiche technique
- Titre : Les Fils des Mousquetaires
- Titre original : At Sword's Point
- Réalisation : Lewis Allen
- Scénario : Walter Ferris et Joseph Hoffman d’après le roman Vingt ans après d’Alexandre Dumas père
- Production : Jerrold T. Brandt et Sid Rogell producteur exécutif
- Société de production : RKO
- Photographie : Ray Rennahan
- Montage : Samuel E. Beetley et Robert Golden
- Musique : Roy Webb
- Direction artistique : Albert S. D'Agostino et Jack Okey
- Décorateur de plateau : Darrell Silvera et William Stevens
- Costumes : Edward Stevenson
- Pays d'origine : États-Unis
- Format : Couleur Technicolor - Son : Mono (RCA Sound System)
- Genre : Film de cape et d'épée
- Durée : 81 minutes
- Dates de sortie :
  - États-Unis : 9 avril 1952 (New York)
  - France : 12 septembre 1952

## Distribution
- Cornel Wilde  (V.F : Jean Violette) : D'Artagnan
- Maureen O'Hara : Claire, fille d'Athos
- Dan O'Herlihy (V.F : Roland Ménard) : Aramis
- Alan Hale Jr. (V.F : Claude Bertrand) : Porthos
- Robert Douglas (V.F : Gérard Férat) : Duc de Lavalle
- Gladys Cooper (V.F : Cécile Didier) : Anne d'Autriche
- June Clayworth : Comtesse Claudine
- Blanche Yurka : Madame Michom
- Nancy Gates : Princesse Henriette
- Edmund Breon (V.F : Maurice Dorléac) : le chambellan de la reine
- Peter Miles : Le jeune Louis XIV
- George Petrie : Chalais
- Moroni Olsen (VF : Jacques Berlioz) : le vieux Porthos

Acteurs non crédités
- Julia Dean : Madame D'Artagnan
- Patrick O'Moore : un comparse de Lavalle / un moine